# Lê Thụy Hải
Lê Thụy Hải (1 tháng 1 năm 1946 – 7 tháng 5 năm 2021) có biệt danh là "Hải lơ", quê ở Hà Tây (nay là Hà Nội), là một cầu thủ và huấn luyện viên bóng đá Việt Nam. Ông từng đá cho đội Đường Sắt thuộc Tổng cục Đường sắt và là tuyển thủ quốc gia Việt Nam. Sau khi nghỉ thi đấu, ông là huấn luyện viên của nhiều câu lạc bộ bóng đá Việt Nam như Ninh Bình, Becamex Bình Dương, Đà Nẵng, Thể Công, Hải Phòng, Thanh Hóa. Ông từng giành được ba chức vô địch quốc gia khi huấn luyện câu lạc bộ Bình Dương.

## Sự nghiệp cầu thủ
Lê Thụy Hải tham gia đội bóng đá Đường Sắt từ cuối năm 1965, và kết thúc sự nghiệp những năm đầu thập niên 80. Thời đỉnh cao, ông được triệu tập lên Đội tuyển quốc gia. Ông cùng Mai Đức Chung là 2 người ghi bàn trong trận đấu nổi tiếng giữa CLB Cảng Sài Gòn và CLB Tổng cục Đường sắt – trận bóng giao hữu đầu tiên giữa hai miền Nam – Bắc sau ngày thống nhất. Ông có biệt danh "Hải lơ" do các đồng đội đặt cho.
Năm 1980, ông cùng CLB Tổng cục Đường sắt vô địch quốc gia lần đầu tiên.
Năm 1994, ông quyết định giải nghệ.

## Sự nghiệp huấn luyện viên
Sau khi treo giày, Lê Thụy Hải tự tìm tòi và theo học làm huấn luyện viên. Năm 1995, ông khởi nghiệp huấn luyện viên với vai trò trợ lý ở câu lạc bộ Đường sắt Việt Nam. Một năm sau, ông nhận lời dẫn dắt Quảng Ngãi và chính thức bước vào sự nghiệp huấn luyện viên.
Dấu ấn của Lê Thụy Hải là đưa Becamex Bình Dương vô địch quốc gia 3 năm 2007, 2008, 2014. Với chức vô địch quốc gia năm 2007, ông trở thành người đầu tiên vô địch Việt Nam cả trên cương vị cầu thủ và huấn luyện viên. Với chức vô địch quốc gia năm 2014, ông là huấn luyện viên đầu tiên 3 lần vô địch Việt Nam. Ông được xem là "người đặc biệt" và ông cũng là một trong những huấn luyện viên có mức lương cao nhất Việt Nam. Theo đánh giá của giới chuyên môn, ông là huấn luyện viên có cá tính mạnh mẽ nên đạt được nhiều thành công..

## Qua đời
Năm 2016, Lê Thụy Hải phải dừng công việc giám đốc kỹ thuật ở câu lạc bộ Thanh Hóa vì phát hiện ung thư tụy. Ngày 7 tháng 5 năm 2021, ông qua đời tại nhà riêng, chỉ sau khi lễ mừng thọ lần thứ 75 kết thúc hơn 4 tháng.

## Thành tích

### Cầu thủ
Với Tổng cục Đường sắt
- Giải bóng đá A1 toàn quốc
  - Vô địch (1): 1980
- Giải bóng đá Công đoàn miền Bắc
  - Vô địch (1): 1976
- Giải bóng đá hạng B miền Bắc
  - Vô địch (1): 1973

### Huấn luyện viên
Với SHB Đà Nẵng
- Á quân (1): V-League 2005

Với Becamex Bình Dương
- Vô địch (3): V-League 2007, V-League 2008, V-League 2014
- Á quân (1): V-League 2006
- Á quân (2): Cúp bóng đá Việt Nam 2008, Cúp bóng đá Việt Nam 2014